# رشيد مايدين
رشيد مايدين (10 أكتوبر 1917 – 1 سبتمبر 2006)، ويعرف أحيانا باسم رشيد ماهيدين، هو قائد رفيع في الحزب الشيوعي المالايوي. وهو أحد القادة في الكوارئ المالايوية.